# Јужни федерални округ
Јужни федерални округ је један од осам федералних округа Русије. Налази се на југозападу Русије, између Украјине и Казахстана.

## Федерални субјекти
| Јужни федерални округ | Јужни федерални округ                             | Јужни федерални округ       | Јужни федерални округ  |
| #                     | Застава                                           | Федерални субјект           | Административни центар |
| --------------------- | ------------------------------------------------- | --------------------------- | ---------------------- |
| 1                     | Адигеја                                           | Република Адигеја           | Мајкоп                 |
| 2                     | Астраханска област                                | Астраханска област          | Астрахан               |
| 3                     | Волгоградска област                               | Волгоградска област         | Волгоград              |
| 4                     | Калмикија                                         | Република Калмикија         | Елиста                 |
| 5                     | Краснодарска Покрајина                            | Краснодарска Покрајина      | Краснодар              |
| 6                     | Република Крим                                    | Република Крим1             | Симферопољ             |
| 7                     | Ростовска област                                  | Ростовска област            | Ростов на Дону         |
| 8                     | Севастопољ                                        | Федерални град Севастопољ1  | Севастопољ             |
| 9                     | Доњецка Народна Република                         | Доњецка Народна Република2  | Доњецк                 |
| 10                    | Луганска Народна Република                        | Луганска Народна Република2 | Луганск                |
| 11                    | Шаблон:Подаци о застави Запорошка област (Русија) | Запорошка област2           | Мелитопољ              |
| 12                    | Шаблон:Подаци о застави Херсонска област (Русија) | Херсонска област2           | Херсон → Гењическ      |

- 1 Припајање Крима Русији нема широко међународно признање.
- 2 Припајање јужне и источне Украјине Русији нема широко међународно признање.